# Hank Azaria
Henry Albert (Hank) Azaria (Queens (New York), 25 april 1964) is een Amerikaans acteur en komiek.

## Biografie

### Jeugd
Zijn ouders waren Sefardische Joden, afkomstig uit de Griekse stad Thessaloniki. Azaria groeide op in de wijk Forest Hills, gelegen in het stadsdeel Queens. Hij studeerde af aan de Kew-Forest School in Queens. Daarna studeerde hij drama aan de Tufts-universiteit.

### Carrière
Azaria is onder meer veelvoudig stemacteur voor de tekenfilmserie The Simpsons. Voor de diverse stemmen zocht hij inspiratie bij zijn collega-acteurs. De stem van Moe Szyslak is gebaseerd op Al Pacino, die op dezelfde dag verjaart als Azaria. Agent Lou klinkt als Sylvester Stallone, Chief Wiggum is gebaseerd op Edward G. Robinson. De stem van Apu klinkt dan weer als het personage Hrundi V Bakshi in The Party, gespeeld door Peter Sellers', en Dr. Nick Riviera is "een slechte imitatie van Ricky Ricardo ". Maar hij vond ook inspiratie bij voormalige klasgenoten, die hem de stem opleverden van Snake Jailbird en Comic Book Guy. Azaria deed de stemmen van meer dan 160 personages van “The Simpsons”, waaronder Apu Nahasapeemapetilon, Moe Szyslak, Chief Wiggum, Comic Book Guy, Professor Frink en Snake.
Hij speelde een rol in veertien afleveringen van de komedieserie Mad About You, als Nat de hondenuitlater. Hij speelde ook rollen in films zoals Godzilla (1998), The Birdcage, Mystery Men, America's Sweethearts, Heat (1995), Along Came Polly en Dodgeball. Hij is tevens te zien in televisiereeksen zoals The Fresh Prince of Bel Air en Friends , waar hij de rol speelde van David, een van de love-interests van Phoebe Buffay.
Hij werkte mee aan de musicalversie van Monty Python and the Holy Grail, getiteld Spamalot, die startte in Chicago in december 2004 en vervolgens verhuisde naar Broadway. Hij stopte een tijdje in juni 2005 om mee te werken aan The Simpsons en keerde terug in december 2005. Voor zijn werk in Spamalot kreeg hij de Tony Award voor beste acteur in een musical.
Azaria speelde Gargamel in de Smurfenfilms uit 2011 en 2013. Ook sprak hij Gargamel in voor The Smurfs: A Christmas Carol uit 2011 en The Smurfs: The Legend of Smurfy Hollow uit 2013. In 2016 was hij te zien in de remake van de Britse serie Free Agents.

### Persoonlijk
Nadat ze eerst jaren hadden samengewoond, huwde Azaria actrice Helen Hunt op 18 juli 1999. Het koppel ging uit elkaar op 18 december 2000.
In 2007 trouwde Azaria met Katie Wright met wie hij in 2009 een zoon kreeg genaamd Hal.

### Prijzen
Azaria werd verscheidene keren genomineerd voor een Emmy Award en een Screen Actors Guild Award. In 2003 werd hij genomineerd voor zijn rol als David in “Friends”. Met zijn stemrollen had hij meer succes: hij won de Emmy Award in 1998, 2001 en 2003 voor zijn werk in “The Simpsons”.

### Vermeend racisme
In april 2021 beschuldigde Azaria zichzelf publiekelijk van "racisme" omdat hij het grappige en sympathieke tekenfilmpersonage Apu, een nijvere Indiase middenstander, jarenlang van een stem had voorzien.

## Lijst van stemrollen inThe Simpsons
- Apu Nahasapeemapetilon
- Moe Szyslak
- Clancy Wiggum
- Comic Book Guy
- Eddie en Lou
- Carl Carlson
- Dr. Nick Riviera
- Snake Jailbird
- Bumblebee Man
- Superintendent Chalmers
- Professor Frink
- Cletus Spuckler
- Frank Grimes
- Kirk Van Houten
- Congressman Bob Arnold uit de episode "Mr. Lisa Goes to Washington"
- Fritz uit "Burns Verkaufen der Kraftwerk"
- de veearts in "Dog of Death" en "So It's Come To This: A Simpsons Clip Show"
- Gabbo in "Krusty Gets Kancelled"
- decaan Bobby Peterson uit "Homer Goes to College"
- G. I Joe uit "Lisa vs. Malibu Stacy"
- Don Vittorio uit "Homie the Clown"
- Shelbyville Milhouse uit "Lemon of Troy"
- Dr. Foster uit "Hurricane Neddy"

## Filmografie
- Pretty Woman (1990)
- Heat (1995)
- The Birdcage (1996)
- Grosse Pointe Blank (1997)
- Anastasia (1997)
- Godzilla (1998)
- Homegrown (1998)
- Celebrity (1998)
- Cradle Will Rock (1999)
- Mystery Men (1999)
- Mystery, Alaska (1999)
- Tuesdays With Morrie (1999)
- Fail-Safe (2000)
- America's Sweethearts (2001)
- Uprising  (2002)
- Shattered Glass (2003)
- Dodgeball: A True Underdog Story (2004)
- Eulogy (2004)
- Along Came Polly (2004)
- Nobody's Perfect (2004)
- Dodgeball: A True Underdog Story (2004)
- Eulogy (2004)
- The Simpsons Movie (2007)
- Run Fatboy Run (2007)
- The Grand (2007)
- Year One (2009)
- Night at the Museum: Battle of the Smithsonian (2009)
- Love and Other Drugs (2010)
- Hop (2011)
- De Smurfen (2011) (stem van Gargamel)
- The Smurfs: A Christmas Carol (2011) (stem van Gargamel)
- De Smurfen 2 (2013) (stem van Gargamel)
- The Smurfs: The Legend of Smurfy Hollow (2013) (stem van Gargamel)
- Lovelace (2013)

### Televisiereeksen
- Huff
- Mad About You
- Friends (bijrollen in 1994, 2001, 2002 en 2003)
- The Simpsons
- Ray Donovan

- Biblioteca Nacional de España: XX1452202
- Bibliothèque nationale de France: cb14151690m (data)
- Gemeinsame Normdatei: 135502365
- International Standard Name Identifier: 0000 0001 1075 2052
- Library of Congress Control Number: no98082146
- MusicBrainz: e1c63a0a-d602-4b0d-acf0-869d3367996c
- Nationale Bibliotheek van Tsjechië: xx0050108
- Nationale Bibliotheek van Israël: 987007422659605171
- Nationale Bibliotheek van Polen: a0000001612886
- Système universitaire de documentation: 088870030
- Virtual International Authority File: 85619816
- WorldCat: E39PBJqw4vtCrXbGfyMWRq3JDq